# HamaPatch
hamaPatch (はまパッチ) は、無料のスプラインベースのパッチモデラーであった。hamaPatchのシェアウェア版としてLaputaが開発されていたものの、リリースされずじまいとなった。
hamaPatchは、Hash社の3DCGソフトウェアであるAnimation:Masterに使われていたパッチ技術 (Hash Patch) をベースとしていた。POV-Ray形式へのエクスポートに対応しており、同じくHash Patchを採用していたモデリングソフトウェアのsPatchの後継として注目されていた。